# Вакан-Танка

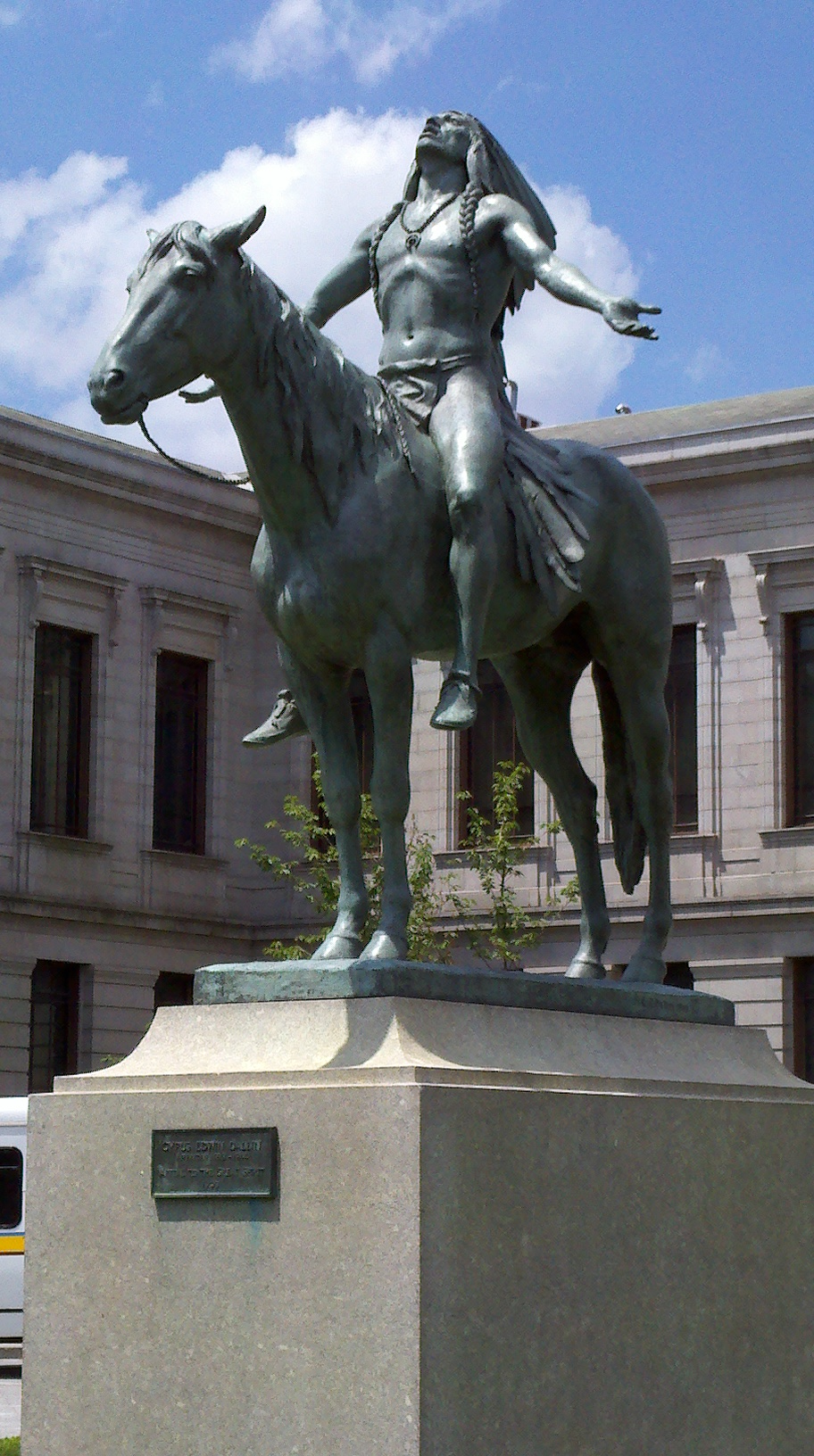
«Обращение к Великому Духу»
(скульптор — Сайрус Дайлин)

Вакан-Танка или Ваконда или Ваканда (Wakȟáŋ Tȟáŋka; букв. «Великая Тайна») — так называется у северо-американских индейцев сиу и лакота безличная невидимая сила, дающая человеку, животному или предмету известные волшебные свойства и способности. 
В то жe время индейцы иногда обращаются к Ваконде, как к личному верховному божеству — Великому Духу.